# 誘い濡れ 〜さあやとこはる〜
『誘い濡れ 〜さあやとこはる〜』（さそいぬれ さあやとこはる）は、2022年9月16日に公開された日本の映画作品。

## 概要
百合漫画家・福井遙香の原案を原作に、髙原秀和が映像化。脚本も福井自身が手掛け、男女の絡みを描くのが主流のピンク映画としては異色のレズもの作品となった。劇中漫画も福井が執筆している。
福井が頭腦警察の前身ともいえるバンド「ピーナッツバター」の復活記念作品のジャケット画を担当したことで、ライブ映像を担当した髙原と出会い、脚本を依頼。音楽もこの経緯から頭脳警察、ピーナッツバターに在籍するおおくぼけいが担当する。
東京・上野オークラ劇場で封切り。「OP PICTURES+フェス2022」では「さあやとこはる」のタイトルで12月2日よりテアトル新宿で公開。R15版ではストーリーが足されており、エンディング部分が異なるほか、百合映画に寄り添うように男女の絡みが削減。初愛ねんね演ずる美月の濡れ場シーンが男性が女装して愛し合うというシーンに変更された。
同12月2日より福井によるコミカライズ版『さよならフェイクミュージアム～さあやとこはる～』上巻が発売。
2023年9月6日、スターボードより『さあやとこはる 乙女たちの素顔』のタイトルでDVD発売。
2023年11月24日より、続編である『さあやとこはる 〜forever and ever〜』が劇場公開。

## ストーリー
百合系の同人漫画作家である沙綾は即売会用の作品『マーヤとチハル』を描き上げる。作中ヒロインのチハルは、かつての恋人・小春をモデルにしていた。思いの強さが伝わったのか作品は読者にも好評だった。
バイセクシャルの沙綾には現在男性の恋人・ユウタがいた。尽くしてくれる彼には満足していた。しかしある日、沙綾は小春と再会する。当初は再会を喜び愛を育んでいくのだが……。
「あなたの漫画は偽物で、幻想だよ」

## キャスト
足立沙綾
演 ‐ 栄川乃亜
28歳。同人漫画家。プロではない。定職についていない。結婚適齢期としてそれを求められるなど既存の枠組みにあてはめられることを窮屈に思う。
演ずる栄川は前後に撮影する作品の関係上、『髪の毛を黒く戻さないならいいです』という条件で出演を快諾した。
中野小春
演 ‐ 燃ゆる芥
かつての沙綾の恋人。同僚とキスしたことを目撃されたことで会社に居づらくなり東京に出てきたという。　
宮下美月
演 ‐ 初愛ねんね
「ダンゴムシ」の影武者として売り子を務める女性。ベレー帽で眼鏡。普段は女性用風俗で働いている。
三菱正樹
演 ‐ 東野良平
ペンネーム「ダンゴムシ」で活動する男性百合小説家。百合成分に男成分は必要ない、不純物であるとし、ダンゴムシ＝自分であることをひた隠しにする。ただし沙綾には表紙イラストを依頼する過程で明かしている。長らく操を守っている。
浅見裕太
演 ‐ 吉田憲明
沙綾の彼氏。一人称は僕。得意料理はママ直伝のローストビーフ、ビーフシチュー。
キザッチ
演 ‐ 直樹フェスティバル
百合同人のファン。本名は木崎すすむ。
浜辺あやか
演 ‐ 永澤ゆきの
アシスタント
足立すずこ
演 ‐ 森川凛子
沙綾の母

## スタッフ
- 監督・編集：髙原秀和
- 脚本・漫画：福井遙香
- 撮影：下山天
- 照明：田宮健彦
- 録音：大塚学
- 音楽：おおくぼけい
- 助監督：森山茂雄
- スチール：本田あきら
- 撮影助手：王英男
- 演出部応援：末永賢、小泉剛、堂ノ本敬太
- 同人誌協力：犬井あゆ、とーはに、たまむし、白縫ちせ、花影あると、夜、ピーナッツバター
- 協力：金田敬、永元絵里子、京本千恵美、西坂伊央里、中村亜海、高橋マシュー、山田はるか
- メインテーマ曲：『さよならフェイクミュージアム』作曲編曲：おおくぼけい
- 仕上げ：東映ラボ・テック
- 制作：ラブパンク
- 提供：オーピー映画

## 漫画版
すべて福井遙香作画。同人出版。
- さよならフェイクミュージアム～さあやとこはる～上巻（2022年12月、hana_chirusato_BOOTH）R18
- さあやとこはる（2022年12月、hana_chirusato_BOOTH）R18

- さよならフェイクミュージアム～さあやとこはる～下巻（2023年3月、hana_chirusato_BOOTH）R15
- さよならフェイクミュージアム～さあやとこはる～完全版（20123年11月、hana_chirusato_BOOTH）R18　上記3編と劇中使用カットなどを含めた約200頁のコンプリートブック。

## さあやとこはる 〜forever and ever〜
『さあやとこはる 〜forever and ever〜』（さあやとこはる フォーエバー・エンド・エバー）は、2023年11月24日に公開される日本の映画作品。『さあやとこはる』の続編。
成人映画館では2024年8月16日から『淫ら濡れ　〜さあやとこはる再会〜』のタイトルで公開。

## キャスト（forever and ever）
足立沙綾
演 ‐ 栄川乃亜
中野小春
演 ‐ 燃ゆる芥　
三菱正樹
演 ‐ 東野良平
浜辺あやか
演 ‐ 永澤ゆきの
遠藤雪
演 ‐ 桜もこ
浅谷賢治
演 ‐ 山科圭太
ピー助
演 ‐ 佐藤一馬
木崎すすむ
演 ‐ マギーフェス太
足立すずこ
演 ‐ 森山凛子

## スタッフ（forever and ever）
- 監督・編集：髙原秀和
- 脚本・漫画：福井遙香
- 撮影：田宮健彦
- 撮影助手・Bカメ：宮原かおり
- 撮影協力・合成：下山天
- 録音：百瀬健一
- 音楽：おおくぼけい
- 助監督：森山茂雄、小泉剛
- スチール：本田あきら
- 撮影助手：王英男
- 演出部応援：末永賢
- 着付け：小川みゆき
- 劇中イラスト協力：飛野俊之
- 同人誌協力：ちびこ、涼凪真一、ささみりせ、六番目の課長、湯町りこ、十（じゅう）、花影あると
- 協力：杉山嘉一、竹内理恵、八代理沙、菊池聡子、駒澤零、樋口双葉
- ロケ協力：水戸スタジオY
- エンディングテーマ：『ラストラストラブ』歌：栄川乃亜、作詞：髙原秀和、作曲：おおくぼけい
- 仕上げ：東映ラボ・テック
- 制作：ラブパンク
- 提供：オーピー映画